# Harpactea aurigoides
Harpactea aurigoides là một loài nhện trong họ Dysderidae.
Loài này thuộc chi Harpactea. Harpactea aurigoides được miêu tả năm 1991 bởi Robert Bosmans & Beladjal.